# 하시다 사토시
하시다 사토시(橋田 聡司1981년 12월 20일 ~ )는 일본의 전 축구 선수이다.

## 구단 경력
과거 교토 상가 FC, 카탈레 도야마, 더스파 구사쓰에서 활동하였다.